# وانغ تشو (لاعب كرة قدم)
وانغ تشو (بالصينية: 王楚) هو لاعب كرة قدم صيني، ولد في 10 يناير 1991 في تشنغدو في الصين. لعب مع جينيس إيسش.

## وصلات خارجية
- وانغ تشو على موقع قاعدة بيانات كرة القدم.إي يو (الإنجليزية)
- وانغ تشو على موقع Soccerway.com (الإنجليزية)
- وانغ تشو على موقع عالم كرة القدم.نت (الإنجليزية)